# 小久保恵作
小久保 恵作（こくぼ けいさく、1866年12月11日（慶応2年11月5日）- 1929年（昭和4年））は、埼玉県出身の医師である。

## 略歴
武蔵国秩父郡高篠村定峰出身。貧しい百姓の家に生まれ苦労したが、辛酸奮励の中で医学を修め医者となる。1887年（明治20年）医学開業試験に合格した後、軍医として、日清戦争や日露戦争に参戦する。
明治34年（1901年）より3年間ドイツ・プロイセン国ゲッティンゲン大学医学部へ留学し、｢脳の腫瘍に関する症候｣についての論文を記して医学博士号（ドクトル・メディチーネ）を取得して帰国する。ゲッティンゲン大学では、当時医学部長であったヴィルヘルム・エップシュタイン教授や特任講師であったビッケル講師、ルートゥビッヒ・アショフ教授（1903年からマールブルク大学教授となり、心臓のペースメーカーの生みの親といわれる田原淳博士と共に過ごした時期もあった）に師事。なお、ゲッティンゲンの街を何ともロマンチックに｢月鎭原｣と邦訳したのも同大学初の日本人医学生であった小久保と云われている。
帰国後の明治38年（1905年）、赤痢菌を発見した志賀潔らの医学者と共に医学博士を授与されたが、小久保は埼玉県初の医学博士であった。因みに、小久保が評価された学位論文の論題は｢高熱蒸気と科学的消毒薬の合同作用｣（独文）であった。その後、当時の医療関係者の間では、基本的な消毒法として｢小久保式消毒法｣と呼ばれるほどに普及した。
1929年（昭和4年）広島市で病没。